# غولدهوك رود (محطة مترو أنفاق لندن)
غولدهوك رود (بالإنجليزية: Goldhawk Road)‏ هي إحدى محطات مترو أنفاق لندن. تقع على خط هامرسميث وسيتي افتتحت في المنطقة (Zone) رقم 2 افتتحت في 01 أبريل 1914.